# Аллан до Кармо
Аллан до Кармо (порт. Allan do Carmo, 3 серпня 1989) — бразильський плавець.
Учасник Олімпійських Ігор 2008, 2016 років.
Призер Чемпіонату світу з водних видів спорту 2013, 2015 років.
Призер Панамериканських ігор 2007 року.
Переможець Південнамериканських ігор 2006, 2014 років, призер 2010 року.